# Жаклин (имя)
Жакли́н (фр. Jacqueline, [ʒaˈklin]) — французское женское личное имя, также широко употребляющееся в англоязычных странах (в той же форме либо Жа́клин [ˈʒæklin] или Джа́клин [ˈdʒæklin]).

## История

### Происхождение имени
Жаклин — французская женская (изначально уменьшительная) форма мужского имени Жак (фр. Jacques), французского варианта библейского (древнееврейского) имени Яако́в (др.-евр. יעקב‬ [jaʕăˈqoːv], в русском варианте Яков, Иаков; в настоящее время женская форма имени не встречается). Другая французская женская уменьшительная форма имени Jacques — Jacquetta.

### Употребление в качестве нарицательного во Франции
Со средних веков имя Жаклин во Франции (аналогично его мужскому эквиваленту Жак, см. Жакерия) ассоциировалось с обозначением тупой, глупой или недалёкой женщины. В валлонском языке существуют эпонимы валлон. jaguelène и валлон. jakelène с таким же значением (глупая, простоватая). В диалекте руши, распространенном на территории французского Эно и части бельгийской провинции Эно, пикард. jaquelène означает болтушка, тараторка.
С XVII в. под именем jacqueline и jaqueline известны керамические пузатые горшки, очень распространенные во Фландрии. Гончары изображали на них гротескные головы, при этом лицо находилось со стороны носика, а шея совпадала с ручкой. Название этих горшков связано, вероятно, с именем Якобы, графини Геннегау (известной во Франции под именем Жаклин Баварской), самолично руководившей изготовлением горшков после отказа от земельных владений и титулов. В Квебеке значение слова получило дальнейшее развитие и теперь означает ночной горшок с крышкой и ручкой.
В арго слово стало обозначать мужеподобную женщину, нимфоманку и, особенно, проститутку. Иногда, в менее маркированной речи, это слово означает просто любовницу, подругу.
Значение палка, которое получило слово Jacques (по посоху паломников, идущих к могиле святого Иакова), перешло и на его женский аналог, и jacqueline стало обозначать любой предмет, похожий на палку или трость, в том числе, например, и саблю.

### Англоязычные страны
Первые упоминания имени в Англии приходятся на XIII в., но только с середины XX в., с расширением англоязычного ономастикона включением французских, испанских, итальянских женских имен, оно получило широкое распространение по обе стороны Атлантики.
В 1960-x гг. имя стало очень популярно в США и других англоязычных странах, чему способствовала известность Жаклин Бувье-Кеннеди-Онассис, имевшей французские корни. Пару Кеннеди — Бувье часто именовали просто Джек и Джеки (англ. Jack and Jackie), а саму Жаклин и всё что с ней связано, называли просто Джеки (англ. Jackie).

## Уменьшительные формы
Английские уменьшительные формы: Jackie (изначально уменьшительное от мужского имени Jack; имя, которым часто называли (даже без фамилии) Жаклин Кеннеди), также Jacki, Jacky, Jacqui (последнее иногда используется как полное имя), Jacquie, Jaqui, Jaki, Jakki, Jackey, Jacqi. Уменьшительные варианты для именования женщин (девочек) используются в английском языке с 1930-x гг.

## Английские варианты имени
Jackalyn, Jacalyn, Jacqualine, Jacquelene, Jacquelyn (контаминация с суффиксом -lyn, популярным суффиксом женских имен с сер. 20 в.), Jacquelyne, Jacquelin, Jacqueline, Jacquiline, Jacaline, Jacueline, Jacklyn (контаминация с Jack), Jaclyn, Jaqueline.
Имя Жаклин повлияло на английское написание (англ. Jacquetta) итальянского имени Giachetta, женской уменьшительной формы от итал. Giaco или итал. Giacomo, в свою очередь являющимися итальянскими вариантами библейского имени Яков.

## Известные носительницы
Под этим именем были известны:
- Якоба Баварская (1401—1436) — графиня Геннегау, во французских источниках известная как Жаклин Баварская.
- Жаклин де Бёй (1588—1651) — графиня де Море, фаворитка короля Франции Генриха IV.
- Жаклин Кеннеди (1929—1994) — первая леди США с 1961 по 1963 год.